# Alois Kraus
Alois Kraus (Wenen, 27 mei 1840 – 1923) was een Oostenrijks componist en militaire kapelmeester.

## Levensloop
Kraus werd muzikaal opgeleid binnen de militaire muziekdienst van het Oostenrijks-Hongaars leger. Later was hij kapelmeester van de militaire muziekkapel van het Infanterie Regiment nr. 2 in Brașov, toen nog Kroonstad (Zevenburgen) geheten. Bij een groot concert ter ere van het huwelijk van de voorst Ferdinand I van Bulgarije met prinses Maria Louisa van Bourbon-Parma (1870-1899) werd op 4 juni 1893 in de rotunde van het Weense Prater door alle in Wenen gestationeerde militaire muziekkorpsen (500 muzikanten) de door Johann Strauss jr. voor het echtpaar gecomponeerde Festmarsch, op. 453, welke door de kapelmeester Johann Nepomuk Král (1839-1896) voor blaasorkest bewerkt was, onder leiding van Alois Kraus ten gehore gebracht.
Zoals het bij de kapelmeesters van het Oostenrijks-Hongaars leger gewoon was, componeerde hij natuurlijk ook werken voor zijn harmonieorkest, maar ook kamermuziek.

## Composities

### Werken voor harmonieorkest
- Alexander-Marsch
- Benda-Marsch
- Lustig ist's beim Militär
- Oberst Döpfner-Marsch
- Oberst Perin-Marsch
- Stalehner-Marsch
- Wiener Traumbilder, wals

### Werken voor piano
- 1869 Freigeister-Quadrille - naar motieven vanuit Franz von Suppés gelijknamige operette